# Sick Boy (album The Chainsmokers)
Sick Boy – drugi album studyjny amerykańskiego duetu The Chainsmokers, wydany 14 grudnia 2018 roku przez Distruptor i Columbia Records.
Nagrania w Polsce uzyskały certyfikat złotej płyty.

## Lista utworów
1. „This Feeling” (feat. Kelsea Ballerini) – 3:17
2. „Beach House” – 3:26
3. „Hope” (feat. Winona Oak) – 3:00
4. „Somebody” (The Chainsmokers & Drew Love) – 3:41
5. „Side Effects” (feat. Emily Warren) – 2:52
6. „Sick Boy” – 3:13
7. „Everybody Hates Me” – 3:43
8. „Siren” (The Chainsmokers & Aazar) – 2:54
9. „You Owe Me” – 3:10
10. „Save Yourself” (The Chainsmokers & NGHTMRE) – 3:30